# Мамыково (Татарстан)
Мамы́ково — (чув. Мамăк) село в Нурлатском районе Татарстана. Административный центр Мамыковского сельского поселения.

## География
Село находится на берегу реки Большая Сульча в 30 километрах к северо-западу от города Нурлат.

## История
Село основано в первой половине XVIII века. В дореволюционных источниках также упоминалось под названием Успенское. До 1861 года жители делились на помещичьих и государственных крестьян. Основным занятием населения села были земледелие, разведение скота. В начале XX века в селе имелись Успенская церковь, земская школа, две крупообдирки, 4 мелочные лавки. По вторникам устраивался базар. Земельный надел сельской общины составлял 417 десятин.
До 1920 года село входило в Старо-Мокшинскую волость Чистопольского уезда Казанской губернии. С 1920 года село в составе Чистопольского кантона ТАССР.
С 1930 года — в Октябрьском районе.
С 1935 года — административный центр Тельманского района.
С 1958 года вновь в Октябрьском районе.
С 1997 года — в Нурлатском районе.

## Демография
| год                | 1782 | 1859 | 1897 | 1908 | 1920 | 1926 | 1938 | 1949 | 1958 | 1970 | 1979 | 1989 | 2002 |
| ------------------ | ---- | ---- | ---- | ---- | ---- | ---- | ---- | ---- | ---- | ---- | ---- | ---- | ---- |
| количество жителей | 204  | 994  | 1464 | 1618 | 1935 | 1429 | 1894 | 1936 | 1304 | 1637 | 1319 | 1180 | 1427 |

Национальный состав на 2002 год: русских - 64%, чувашей - 20%.

## Экономика
Основой экономики села являются полеводство, молочное скотоводство.

## Социальные объекты
В селе имеются средняя школа, дом культуры, библиотека.

## Достопримечательности
В селе находится архитектурный памятник конца XIX — начала XX века — усадьба А.А. Шульца.

## Известные уроженцы и жители
В селе родился советский и российский математик Р.И. Богданов.
Мамыково - место рождения подвижника Истинно православной церкви Михаи́ла Васи́льевича Ершо́ва